# اکورن‌سارشاک، بالا
اکورن‌سارشاک، بالا (به لاتین: Akörençarşak, Bala) یک منطقهٔ مسکونی در ترکیه است که در استان آنکارا واقع شده‌است.